# Пареньков, Сергей Леонидович
Сергей Леонидович Пареньков (10 января 1960 года, Норильск — 26 декабря 2012 года, Москва) — советский и российский металлург, восьмой и последний директор московского металлургического завода «Серп и молот».

## Биография
Сергей Леонидович Пареньков родился 10 января 1960 года в Норильске в семье металлургов. Окончил Московский институт стали и сплавов и Академию внешней торговли.
Выпускник МИСиС 1982 года (факультет металлургии чёрных металлов и сплавов), С. Л. Пареньков по окончании вуза был направлен на работу на Московский металлургический завод «Серп и молот», где прошёл путь от сменного мастера до генерального директора предприятия.
- 1982—1984 гг. — начальник смены копрового цеха;
- 1984—1987 гг. — начальник копрового цеха;
- 1987—1996 гг. — заместитель директора завода по коммерческим вопросам;
- с 1996 г. и до момента смерти — генеральный директор ОАО «Московский металлургический завод „Серп и молот“».

Как отмечалось в некрологе, «В самые трудные для завода годы Сергей Леонидович был назначен Генеральным директором. Он сумел предотвратить закрытие завода и возобновить работу после длительного застоя. Благодаря работе и энергии Паренькова С. Л. завод работает по настоящее время, выполняя заказы важнейших отраслей народного хозяйства».
Как рассказывал сам С. Л. Пареньков, «когда я стал генеральным директором завода, ситуация на предприятии сложилась очень непростая: уже началась процедура банкротства и производство планировалось закрывать. Тяжелейшее положение предприятия стало следствием общего кризиса экономики страны, и объемы выпускаемой им продукции снизились до уровня 5-10 % производственных мощностей. В 1997—1998 гг. на заводе за счет введения процедуры внешнего управления удалось приостановить кризис и улучшить финансово-экономическое положение завода. Совместно с правительством Москвы была разработана „Программа выхода из кризиса на период 1999—2003 гг“. Она предусматривала реструктуризацию задолженности завода, достижение определенных показателей производства и обеспечение финансовой устойчивости предприятия. Правительство Москвы поставило задачу приоритетного удовлетворения потребностей столичных предприятий в металлопродукции и участия завода в целевых программах. Мы получили серьезную поддержку от кредиторов, акционеров и, конечно, от властных структур, что мобилизовало весь коллектив ММЗ „Серп и Молот“. В наши силы и возможности поверили, и мы, закончив процедуру банкротства, начали работу с „чистого листа“».
С. Л. Пареньков был членом руководящих органов Российского Союза товаропроизводителей, президиума Международного союза металлургов и др. Входил в «президентскую тысячу» — кадровый резерв президента России. Деятельность Паренькова С. Л. была отмечена рядом правительственных наград.
Скоропостижно скончался 26 декабря 2012 года на 53-м году жизни.